# Teampall Deirbhile (An Fál Mór)
Koordinaten: 54° 5′ 46,6″ N, 10° 6′ 26″ W

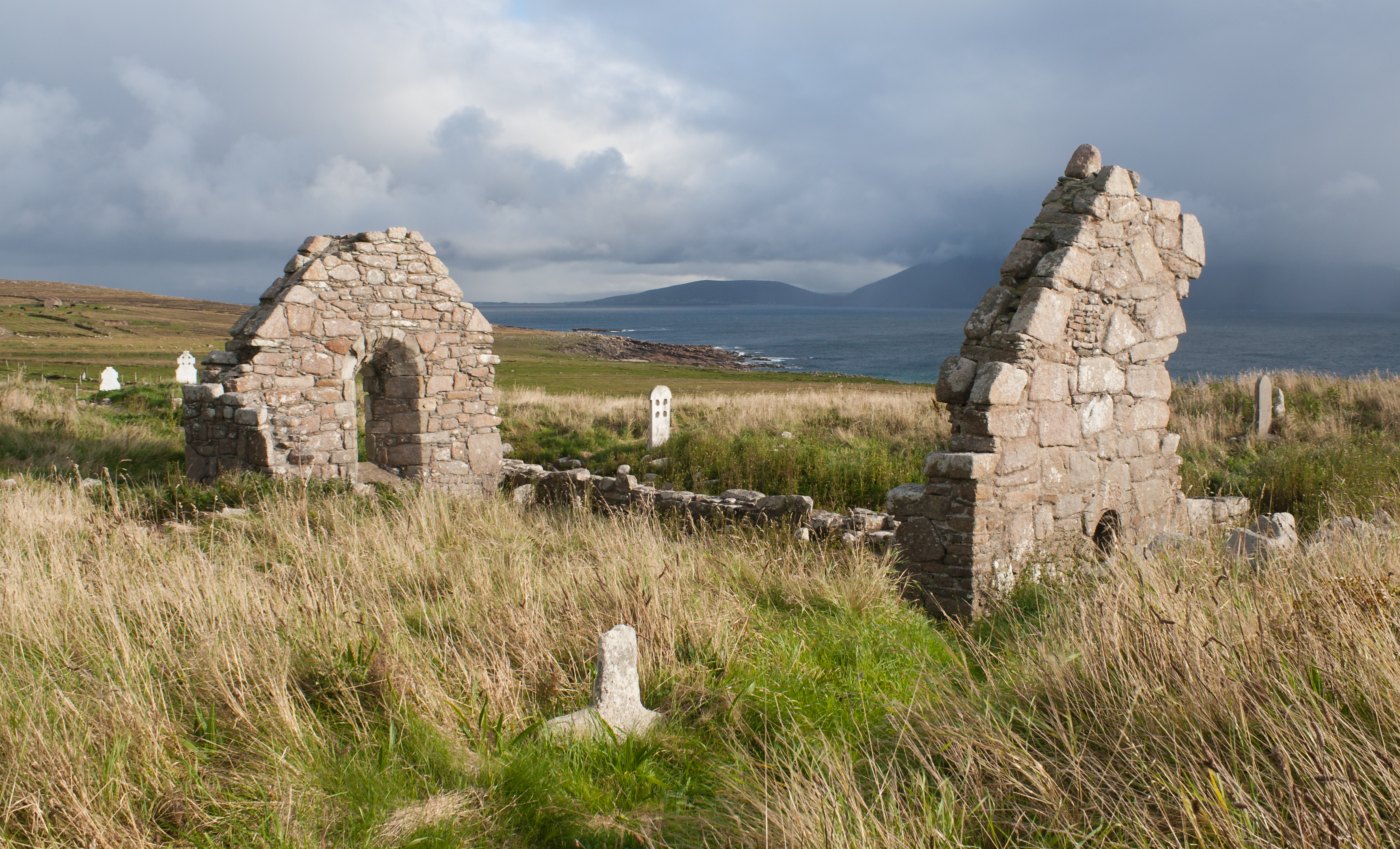
Nordwestansicht des Teampall Deirbhile mit der Blacksod Bay und Achill Island im Hintergrund

Teampall Deirbhile (englisch St Deirbhile’s Church oder auch anglisiert St. Derivla’s) ist eine Deirbhile von Inishkea geweihte mittelalterliche Kirche in dem Townland An Fál Mór (englisch Fallmore) nahe der Südspitze der Halbinsel An Muirthead in County Mayo, Irland. Die Kirche gehört unter der Nummer 99A zu den nationalen Monumenten Irlands.

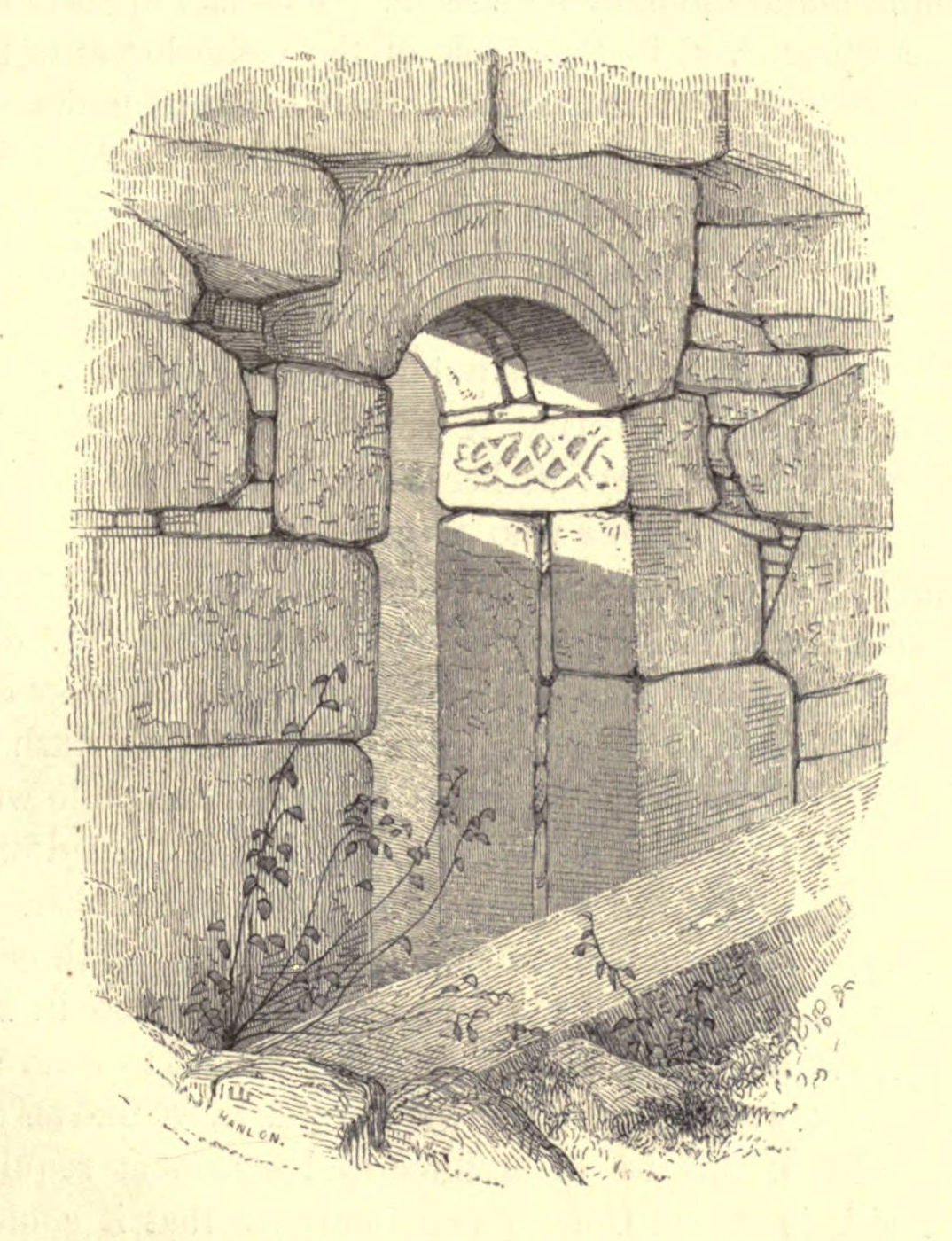
Knotenmuster im Eingang in einer 1845 veröffentlichten Zeichnung von Patrick Hanlon

Die Kirche hat einen einfachen rechteckigen Grundriss, deren innere Ausmaße sich auf ca. 12 m × 4,8 m erstrecken. Das Mauerwerk besteht überwiegend aus sehr großen Steinen aus Gneis, die sehr passgenau zusammengefügt worden sind. Da diese Bauweise auch für die ältesten Kirchen Irlands typisch ist, vermutete George Petrie zunächst, dass die Kirche noch zu Lebzeiten Deirbhiles im 6. Jahrhundert errichtet wurde. Wie jedoch Harold G. Leask herausgearbeitet hat, wurden in der ersten Phase der irischen Romanik durchaus verschiedene Elemente der früheren Bauweise übernommen und mit romanischen Stilelementen kombiniert. Charakteristisch für die frühe irische Romanik sind das Ostfenster, das zwar nur eine sehr schmale Öffnung besitzt, sich jedoch weit nach innen öffnet, und der Durchgang im Westgiebel. In beiden Fällen wird die Öffnung nach oben an der Außenseite jeweils durch einen einzigen den Rundbogen ausführenden Stein abgeschlossen. Beim Durchgang befinden sich am oberen Abschnitt der Laibung beidseitig Reliefs mit Knotenmustern, und der den Sturz bildende Stein auf der Außenseite betont den Bogen mit einem feinen Linienmuster, das durch die Witterung jedoch sehr gelitten hat. Aufgrund dieser Ausführung wird übereinstimmend von einer Bauzeit im 12. Jahrhundert ausgegangen, wobei Leask dies auf die Zeit zwischen 1120 und 1165 verfeinert.

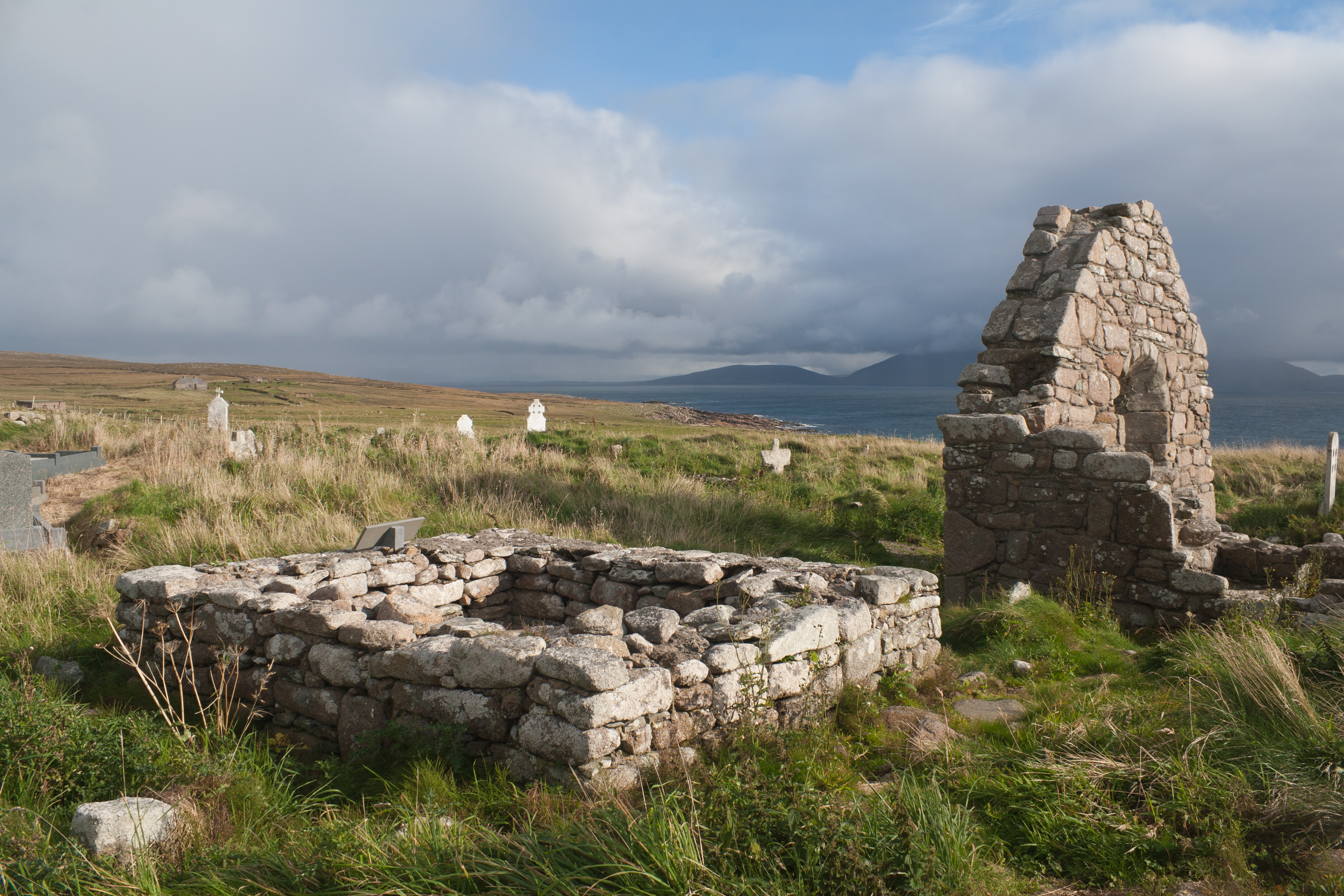
Leaba Deirbhile (Deirbhiles Bett) wird als Grabstätte Deirbhiles verehrt

Das Patrozinium verknüpft die Kirche dessen ungeachtet mit der frühchristlichen Zeit, so dass durchaus von einer frühchristlichen Gründung an dem Ort der Kirche ausgegangen wird, möglicherweise eines Nonnenklosters. Deirbhile von Inishkea ist eine der wichtigsten lokalen Heiligen der Baronie von Erris, zu der auch An Muirthead und die vorgelagerten Inseln Inis Gé gehören. Sie soll Columban von Iona begegnet sein, dem auch die Gründung des frühchristlichen Klosters auf Inis Gé zugeschrieben wird. Ihr Gedenktag ist der 3. August. In der ruinierten Granitkirche steht ein hoher Säulenstein und an die Außenwand lehnt ein kürzerer Säulenstein beide mit schwach, eingeschnittenen Kreuzen. Der äußere soll das Grab der Heiligen markieren. Nordöstlich der Kirche ist eine kleine quadratische Struktur, die Deirbhiles Bett genannt wird und die als ihre Grabstätte angesehen wird. Weiter nördlich befindet sich eine ebenfalls Deirbhile gewidmete heilige Quelle, der Heilwirkung zugeschrieben wird.